# 베이징 슈미트 CCD 소행성 관측 계획

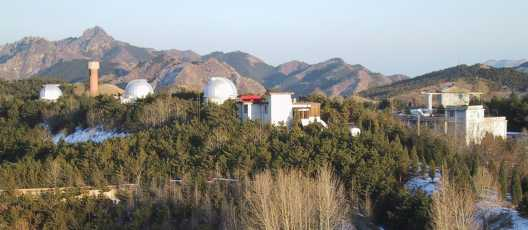

베이징 슈미트 CCD 소행성 관측 계획(国家天文台施密特CCD小行星巡天计划, Beijing Schmidt CCD Asteroid Program, 베이징 슈미트 CCD 소행성 프로그램, SCAP) 또는 베이징 천문대 CCD 소행성 관측 계획은 근지구 천체 탐색을 위한 천문측량계획이었다. 1990년대 중국 허베이성 청더시 싱룽현의 싱룽 관측소에서 실시된 이번 연구에서는 천 개가 넘는 소행성을 발견했다.
중국과학원의 자금 지원을 받는 이 조사는 때로 BAO 슈미트 CCD 소행성 계획, NAOC 슈미트 CCD 소행성 계획이라고도 불리며 각각 베이징 천문대(BAO)와 중국 국립 천문대(NAOC)를 지칭한다.
SCAP가 지구 근처 물체를 탐지하는 데 사용한 장비는 60/90 cm 슈미트 망원경이었다. 2048×2048 CCD 카메라가 장착된 이 망원경은 중국 허베이성 BAO 샤오룽 관측소에 설치되었다.
스페이스닷컴(Space.com)의 기고자 마이클 페인(Michael Paine)과의 대화에서 SCAP 책임자 진주는 천문대의 다른 프로젝트를 위한 공간을 확보하기 위해 프로그램에서 슈미트 망원경을 사용하는 데 할당된 시간이 크게 단축되었다고 말했다.